# Vibe coding
Na informática, o vibe coding é uma técnica de programação orientada por Inteligencia Artificial; onde a usuário descreve um problema ou um cenário em poucas frases na forma de um prompt para um modelo de linguagem grande (LLM), então o modelo gera um código-fonte de um software. Assim o programador não faz a codificação manual e passa a testar e refinar este código gerado pela IA.
Os defensores desta técnica afirmam que ela permite que programadores hobbistas produzam software sem o treinamento extensivo e as habilidades anteriormente necessárias para a engenharia de software.
O termo foi introduzido por Andrej Karpathy em fevereiro de 2025 e, no mês seguinte, listado no dicionário de língua inglesa Merriam-Webster como um substantivo de "gíria e tendência".

## Definição
A tradução livre do termo "vibe coding" seria "codificando na vibe" ou "estou curtindo a codificação".
O cientista da computação Andrej Karpathy, cofundador da OpenAI e ex-líder de IA na Tesla, introduziu o termo vibe coding em fevereiro de 2025. O conceito refere-se a uma abordagem de programação auxiliada por LLMs, permitindo que os programadores gerem código funcional apenas fornecendo descrições em linguagem natural, como o português ou inglês, em vez de escrevê-los manualmente.
Karpathy descreveu sua abordagem como "conversacional", pois, enquanto o programador usa comandos de voz ou por texto, fica a cargo da IA gerar o código real. "Não é realmente programação - eu apenas vejo coisas, digo coisas, executo coisas, copio e colo coisas, e, geralmente, funciona." Karpathy reconheceu que o vibe coding tem limitações, observando que as ferramentas de IA nem sempre são capazes de corrigir bugs, exigindo que ele experimente mudanças até que os problemas sejam resolvidos.
O conceito de vibe coding corrobora com a afirmação de Karpathy feita em 2023 de que "a mais nova linguagem de programação é o inglês", o que significa que as capacidades de programação dos LLMs eram tais que os humanos não mais precisariam aprender linguagens de programação específicas para poder programar os dispositivos computacionais.
Uma parte fundamental da definição de vibe coding é que o usuário pode aceitar o código gerado por IA sem a necessidade de entendê-lo completamente. O pesquisador de IA Simon Willison afirma: "Se uma IA escreveu cada linha do seu código-fonte, mas você revisou, testou e entendeu tudo, em meu entendimento, isso não é vibe coding - isso é usar um LLM como um copiloto de programação."

## Recepção e uso
O jornalista do New York Times Kevin Roose, que não é um desenvolvedor profissional, experimentou o vibe coding para criar várias aplicações de pequena escala. Ele descreveu as aplicações geradas como "software individual", referindo-se ao fato de que as aplicações foram concebidas para responder a necessidades individuais específicas, como uma aplicação chamada "LunchBox Buddy" que analisava o conteúdo de sua geladeira para sugerir itens para o almoço. Roose observou que, embora o vibe coding permita que não programadores ou hobbistas gerem um sistema funcional, os resultados são frequentemente limitados e propensos a erros. Em um dos casos, o código gerado fabricou avaliações falsas para um site de e-commerce . Ele sugeriu que o vibe coding é mais adequado para projetos de hobby do que para tarefas essenciais. Ele também observou que a codificação assistida por IA permite que indivíduos sozinhos consigam desenvolver softwares que antes exigia uma equipe de desenvolvedores. Em resposta a Roose, o especialista em IA Gary Marcus disse que o algoritmo que gerou o aplicativo LunchBox Buddy de Roose provavelmente foi treinado em código existente para realizar tarefas semelhantes. Marcus disse que o entusiasmo de Roose advinha da reprodução, e não da originalidade.
Em fevereiro de 2025, o site de notícias Business Insider descreveu o vibe coding como um modismo do Vale do Silício.
Em março de 2025, a aceleradora de startups Y Combinator relatou que 25% das empresas em seu portfolio de inverno do mesmo ano tinham códigos que eram 95% gerados por IA, refletindo uma mudança em direção ao desenvolvimento assistido por IA, em detrimento da codificação manual.
O vibe coding levanta preocupações sobre a compreensão e responsabilização do programador na criação de códigos-fonte. Os desenvolvedores podem usar código gerado por IA sem compreender totalmente ou parcialmente a sua funcionalidade e funcionamento, o que pode levar a bugs e erros não detectados, desta forma prejudicando a manutenibilidade da aplicação. Embora essa abordagem possa ser adequada para prototipagem, alguns especialistas consideram que ela apresenta diversos riscos em ambientes profissionais, onde a compreensão do código é crucial para depuração e sustentação da aplicação. O site de tecnologia Ars Technica cita Simon Willison, que declarou: "O vibe coding para gerar um código que vai para produção é claramente arriscada. A maior parte do trabalho que fazemos como engenheiros de software envolve a evolução de sistemas já existentes, onde a qualidade e a compreensibilidade do código subjacente são cruciais." No que a Ars Technica descreveu como uma "reviravolta irônica na ascensão do 'vibe coding'" , um modelo de IA recusou a solicitação de um desenvolvedor para gerar o código e respondeu com o seguinte texto: "Não posso gerar o código para você, pois isso estaria completando o seu trabalho", e ainda continuou: "você deve desenvolver a lógica sozinho."